# Comitato Olimpico Nazionale Togolese
Il Comitato Olimpico Nazionale Togolese (noto anche come Comité National Olympique Togolais in francese) è un'organizzazione sportiva togolese, nata nel 1963 a Lomé, Togo.
Rappresenta questa nazione presso il Comitato Olimpico Internazionale (CIO) dal 1965 ed ha lo scopo di curare l'organizzazione ed il potenziamento dello sport in Togo e, in particolare, la preparazione degli atleti togolesi, per consentire loro la partecipazione ai Giochi olimpici. L'organizzazione è, inoltre, membro dell'Associazione dei Comitati Olimpici Nazionali d'Africa.
La carica di segretario generale è occupata attualmente da Etienne Kouami Degboe.